# Bolongongo
Bolongongo è un municipio dell'Angola appartenente alla provincia di Cuanza Nord. Ha 31.288 abitanti (stima del 2006) ed una superficie di 1.061 km².